# キルヒハイム・ウンター・テック
キルヒハイム・ウンター・テック（ドイツ語: Kirchheim unter Teck, [ˈkɪrçha͜im] ( 音声ファイル)）は、ドイツ連邦共和国バーデン＝ヴュルテンベルク州シュトゥットガルト行政管区のエスリンゲン郡に属す中規模都市で、シュトゥットガルトの南東約 25 km に位置している。この街はシュトゥットガルト地方（1992年まではミッテレラー・ネッカー地方）およびシュトゥットガルト大都市圏に属す。この街はエスリンゲン郡で4番目に大きな都市で有り、周辺市町村の中級中心をなしている。
1956年4月1日からキルヒハイム・ウンター・テックは大規模郡都市となっている。デッティンゲン・ウンター・テックおよびノッツィンゲンとともにキルヒハイム・ウンター・テックと行政共同体を形成している。

## 地理

### 位置
キルヒハイム・ウンター・テックは、郡庁所在地であるエスリンゲン・アム・ネッカーから南東に約 15 km 離れたシュヴェービシェ・アルプ中部の麓に位置しており、北北西側のテックベルク、ブライテンシュタイン、リムブルクを含む連山と南東側のネッカー川上流部の谷とが同じくらいの距離にある。街は「レニンガー」ラウター川の広い盆地にある。この川はデッティンゲン・ウンター・テックから北向きにこの街に流れ込み、市の中心部を通った後北西に向きを変えて、エトリンゲン地区を通り、最終的にはヴェンドリンゲン・アム・ネッカーの下流でネッカー川に合流する。ラウター川が曲がる箇所で南東側からリンダハ川が注いでいる。その少し前に右岸側からトリンクバッハ川、左岸側からギースナウバッハ川がリンダハ川に合流している。

### 隣接する市町村
キルヒハイム・ウンター・テック市は、以下の市町村と境を接している。西北西はヴェンドリンゲン・アム・ネッカー、北西はヴェルナウ (ネッカー)、北はノッツィンゲン、北東はシュリアーバッハ、東はオームデンおよびホルツマーデン、南東はヴァイルハイム・アン・デア・テックおよびビシンゲン・アン・デア・テック、南はデッティンゲン・ウンター・テック、南西はニュルティンゲン市のロイデルン地区、西はオーバーボイヒンゲンとその両側にヴェンドリンゲンの小さな無人の飛地。シュリアーバッハはゲッピンゲン郡に属すが、他はいずれもエスリンゲン郡の市町村である。

### 市の構成
キルヒハイム・ウンター・テック市は、中核市部であるキルヒハイム、1935年に合併したリンドルフ市区とエトリンゲン市区、1974年の地域再編で合併したイェジンゲン市区およびナーベルン市区からなる。4つの市区 (Stadtteile) はバーデン＝ヴュルテンベルク州自治体法におけるオルトシャフト (Ortschaft) でもあり、それぞれの地区住民による選挙で選出されたオルツシャフト議会と代表者（オルツフォアシュテーアー）を有する。
キルヒハイムの中核市部には独自の名前で区別される住宅地区が一部存在するが、これは発展に基づく歴史の流れで生まれたものであり、そのほとんどは精確な境界が定められているわけではない。中核市部の北東に、1970年代に計画的に建設されたシャーフホーフ住宅地がある。

### 地域計画
キルヒハイムは、シュトゥットガルトを上級中心都市とするシュトゥットガルト地方の中級中心都市である。キルヒハイムを中級中心とする地域にはエスリンゲン郡南東部の市町村が含まれる（主にレニンガー・タールとナイトリンガー・タールを含むアルプ前山地方）。すなわち、ビシンゲン・アン・デア・テック、デッティンゲン・ウンター・テック、エルケンブレヒツヴァイラー、ホルツマーデン、ケンゲン、レニンゲン、ナイトリンゲン、ノッツィンゲン、オームデン、アウエン、ヴァイルハイム・アン・デア・テック、ヴェンドリンゲン・アム・ネッカーがこれに含まれる。

### 名前の由来
付加語の「ウンター・テック」の由来は議論が定まっていない。テック城の「下」(unter) にあるキルヒハイムだとする説がある。また、テック公の支配下 (unter) にあったというキルヒハイムの帰属についてもしばしば言及される。他の説では、この街のやや南を通っていたローマ時代の基幹道路 (decumanus maximus) がこの付加語の由来とするものもある。ラテン語には冠詞がないため、現在も冠詞のないまま遺っているのだと唱えている。

### 土地利用
2020年現在の本市の用途別土地面積および占有率は以下の通りである。
| 用途         | 面積 (ha) | 占有率 (%) |
| ------------ | --------- | ---------- |
| 住宅用地     | 473       | 11.7       |
| 商工業用地   | 236       | 5.8        |
| レジャー用地 | 87        | 2.2        |
| 交通用地     | 442       | 10.9       |
| 農業用地     | 1648      | 40.7       |
| 森林         | 1015      | 25.1       |
| 水域         | 25        | 0.6        |
| その他       | 121       | 3.0        |
| 合計         | 4047      | 100.0      |

## 歴史

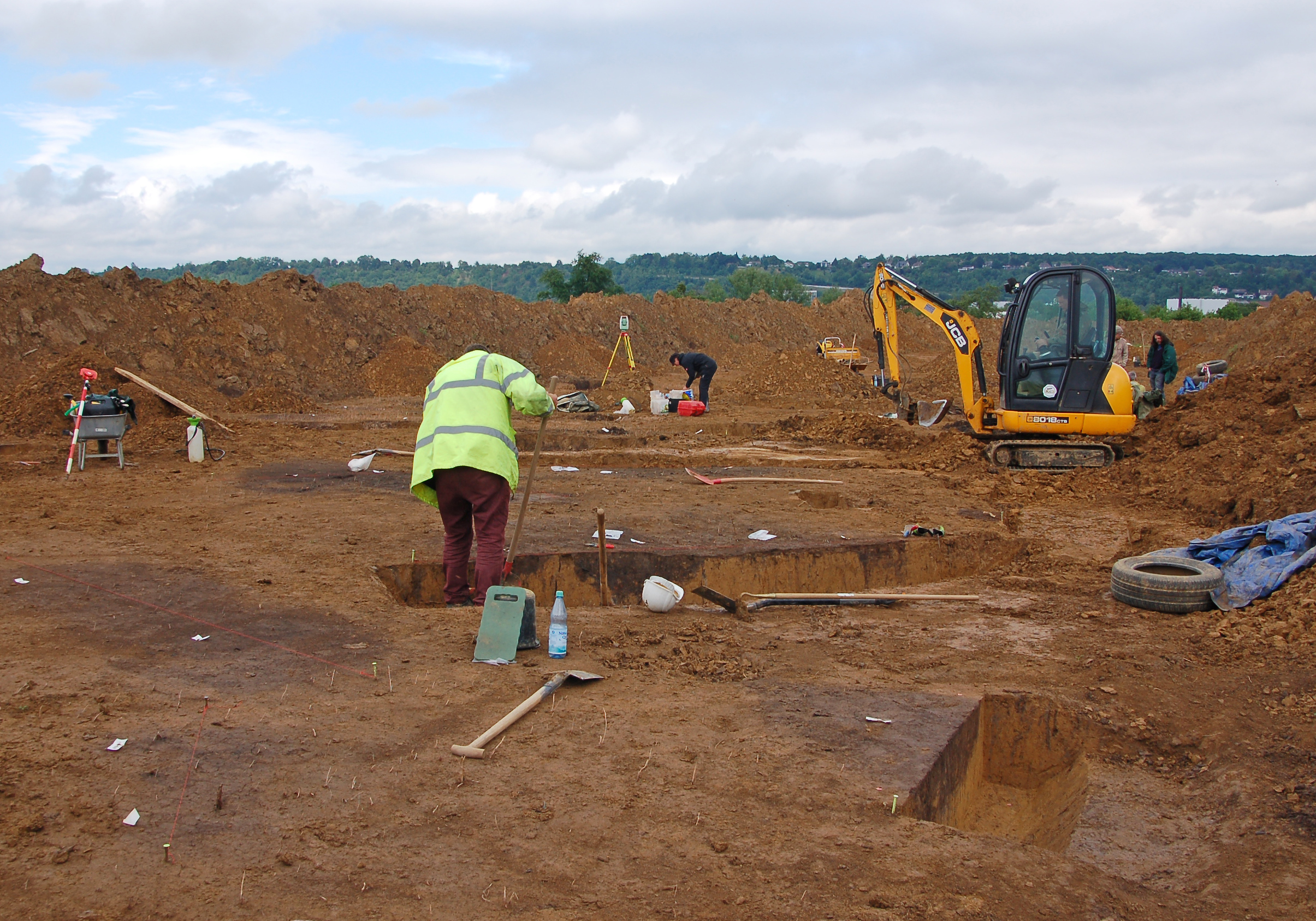
線帯文土器文化時代の集落跡の発掘現場

### 19世紀まで
中世以前の集落跡は、新石器時代、ケルト時代、ローマ時代のものが知られている。アレマン人の列状墓地は、民族移動時代に現在の市内に3つの集落が存在していたことを示している。
キルヒハイムの最初の文献記録は960年になされており、集落は間違いなく6世紀から7世紀のアレマン時代にまで遡る。キリスト教化の過程で、既存の古い集落が聖マルティンに捧げられた教会とともに発展して、現在の集落が形成された可能性がある。
キルヒハイムは960年に後のオットー1世の所領を クール司教と交換で獲得した。11世紀半ばには市場開催権を手に入れ、王立の貨幣鋳造所が存在した。
この集落はツェーリンゲン公の所有で、1186年にその分家であるテック公が引き継いだ。1252年から名乗っているこの公爵位は領主としての爵位というよりは家名としての爵位であった。公爵家は1220年から1230年までの間にこの市場町をフライブルク法に基づく都市へ昇格させた。1240年、テック公ルートヴィヒ1世によってキルヒハイム女子修道院が設立された。テック公コンラート2世は1270年に市壁の建設を許可した。
キルヒハイムは、経済的困窮のために1303年から1386年に至る長いプロセスでテック公からオーストリア公を経てヴュルテンベルク公領となった。この街はヴュルテンベルクのアムト（地方行政組織）の所在地となり、18世紀後期にオーバーアムトに昇格した。ウルリヒ公の帰還後1539年からキルヒハイムは、ヴュルテンベルクの領邦防衛施設として整備され、同時に公の城館やアルテス・ハウスが建設された。現在の街の景観は、1690年の壊滅的な都市火災の後に復興されたものである。城館の他には、「マックス＝アイト＝ハウス」（マックス＝アイト通り15番地）と「アルテス・ハウス」（デッティンガー通り2番地）だけがこの火災以前から遺っている建物である。キルヒハイムの市庁舎は、再建の際に現在の場所であるマルクト広場前に移された。

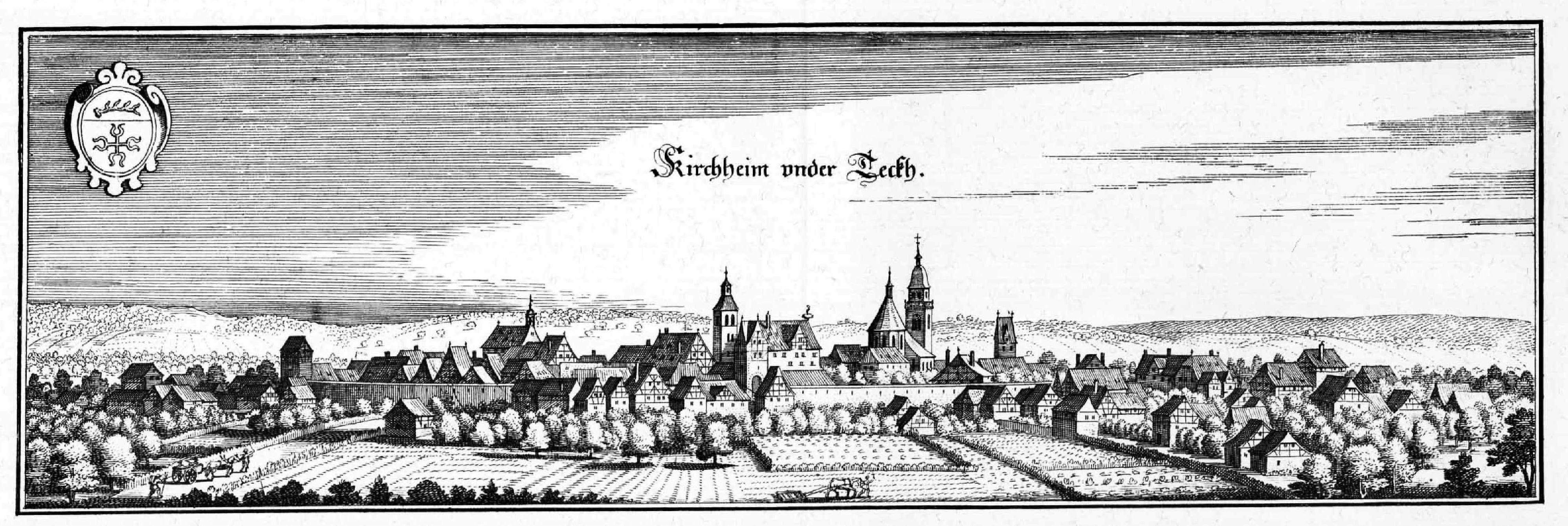
1643/56年に出版されたマテウス・メーリアンの銅版画に描かれたキルヒハイム・ウンター・テック

14世紀にはテック公領の貴族が都市運営の指導的役割を担っていたが、市民層の興隆により繊維産業および繊維貿易で経済的発展が起こった。これを嚆矢として18世紀に繊維産業が発展していった。

### 19世紀
1806年のヴュルテンベルク王国建国後、オーバーアムト・キルヒハイムは存続し、ヴュルテンベルクの新たな行政組織形成の過程でわずかな領域拡大がなされた。1819年に設立された羊毛市場は、キルヒハイムの繊維産業に全国的重要性を付与した。これは、染色業者や繊維業者、さらには金属産業の企業の進出を促した。1864年、キルヒハイムはヴュルテンベルク初の民営鉄道ウンターボイヒンゲン - キルヒハイム線で結ばれた。

### 20世紀
1934年にオーバーアムト・キルヒハイムはクライス・キルヒハイム（キルヒハイム郡）に改名された。ナチ時代のヴュルテンベルクの行政改革でこの郡は1938年にニュルティンゲン郡に改組された。
第二次世界大戦後キルヒハイムはアメリカ管理地区のヴュルテンベルク＝バーデン州に属した。難民や故郷を逐われた人々が流入したことで、戦後この街の人口は増加した。1948年に市の人口は2万人を超え、1956年4月1日にバーデン＝ヴュルテンベルク州自治体法が発効されたことで大規模郡都市の地位を得た。
1952年のバーデン＝ヴュルテンベルク州創設により、この街は現在の州の構成要素となった。
1973年の郡再編以降キルヒハイム・ウンター・テックはエスリンゲン郡に属している。1974年に隣接する町村のナーベルンとイェジンゲンが合併した。これにより本市は現在の領域を獲得した。

### 市町村合併
キルヒハイム・ウンター・テックには以下の町村が合併した。
- 1935年4月1日: エトリンゲンおよびリンドルフ
- 1974年1月1日: ナーベルン[5]
- 1974年9月1日: イェジンゲン[6]

### 地区の歴史

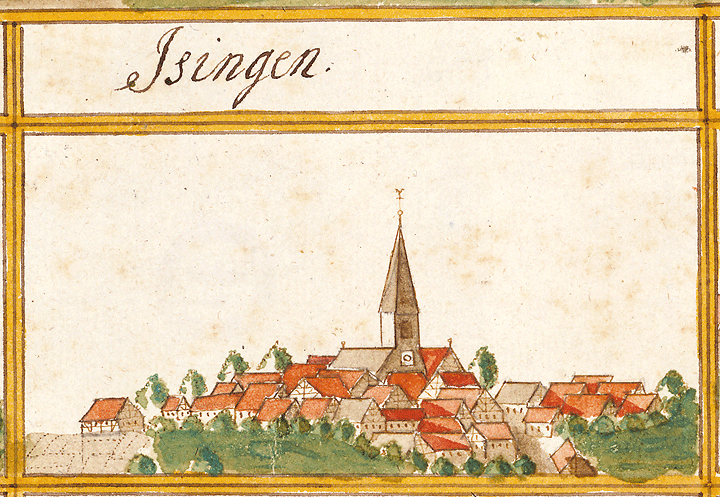
アンドレアス・キーザーが描いた1683年のイェジンゲン

#### イェジンゲン
イェジンゲンは、キルヒハイムの南東、ヴァイルハイム・アン・デア・テック方向に約 2 km の距離にある。この集落はキルヒハイムで最も古い文献記録が遺されている集落で、ロルシュ文書の769年に Osingen の名でロルシュ修道院に寄進されたことの記録がある。イェジンゲン地区は広さ 574 ha で、約3,600人が住んでいる。

#### リンドルフ
リンドルフはキルヒハイムの西約 2 km、アウトバーン8号線を挟んだ向かい側に位置している。リンドルフは1090年のベンプフリンガー協定に初めて記録されている。広さは 262 ha で、約1,500人が住んでいる。

#### ナーベルン
ナーベルンはキルヒハイムの南東約 4 km のテックベルク（テック山）の麓に位置する。この地区は広さ 443 ha で、約1900人が住んでいる。バーベルンは、アラホルフィング家からルドルフ宮中伯への寄進文書中、861年に最初の記録が遺されている。ナーベルンにはキルヒハイム第2の飛行場ナーベルン交通飛行場がある。

#### エトリンゲン
街の中心部の西約 2.5 km に位置するエトリンゲンは、キルヒハイムとエトリンゲンとの間の産業地区とともに発展した。エトリンゲンの広さは 375 ha であり、約6,400人が住んでいる。エトリンゲンは古くからの記録が遺る集落で、788年のロルシュ文書に Adiningen 村として記録されている。

## 住民

### 人口推移
推定値、人口調査結果、各時点の統計担当部門の公的研究値による人口推移を以下に示す。
|  |  |

### 宗教
キルヒハイム・ウンター・テックの住民は、元々はコンスタンツ司教区に属していた。この街は古くからヴュルテンベルクに属していたため、1535年からウルリヒ公により宗教改革が行われた。これによりキルヒハイム・ウンター・テックは何世紀もの間、主にプロテスタントの都市であった。当時この街は監督管区の首邑であり、マルティンス教会がその中心であった。キルヒハイム・ウンター・テックの教会組織は、特に第二次世界大戦後に大きく拡大し、その結果分割された。クリストゥス教会（1909年に教会堂建造）、十字架教会（1967年に教会堂建造）、トーマス教会（1967年に教会堂建造）、復活教会（1972年に教会堂建造）である。市の中心部のこれら5つの教会は、エトリンゲン教会（1834年から独自の教会区となった）およびリンドルフのマテウス教会（1961年に教会堂建造、古くはキルヒハイム、その後はエトリンゲン教会に属していた）とともにキルヒハイム・ウンター・テック福音主義総合教会を形成している。イェジンゲン市区やナーベルン市区もヴュルテンベルクに属していたため宗教改革がなされた。その結果、両区市区にも独自の福音主義の教会組織と教会堂が存在する。キルヒハイム市内のすべての福音主義教会は、ヴュルテンベルク福音主義州教会のキルヒハイム・ウンター・テック監督管区に属している。
キルヒハイム・ウンター・テックでは、19世紀後期以降カトリック信者が再び現れ始めた。1910年に聖ウルリヒ教会が建設された。この教会組織にはエトリンゲンやリンドルフ、さらには周辺町村のいくつかも含まれる。1967年にキルヒハイム・ウンター・テックで2つめのカトリック教会マリア・ケーニギン教会が設けられ、イェジンゲン、ナーベルンおよび周辺町村のいくつかのカトリック信者がこれに属した。キルヒハイムの2つの教会は、ロッテンブルク＝シュトゥットガルト司教区エスリンゲン＝ニュルティンゲン首席司祭区内で Seelsorgeeinheit 5（教区連合）を形成している。
これら二大教会の他に、キルヒハイム・ウンター・テックには自由教会組織も存在している。たとえば、福音主義メソジスト教会、福音主義自由教会組織（バプテスト）、セブンスデー・アドベンチスト教会などである。新使徒教会もキルヒハイム・ウンター・テックで活動している。2020年末までアハマディア・ムスリム組織がキルヒハイム・ウンター・テックの市庁舎に近いマルクト通りに本部を置いていたが、2021年までにエスリンゲン方面のダイツィザウに移転した。

## 行政

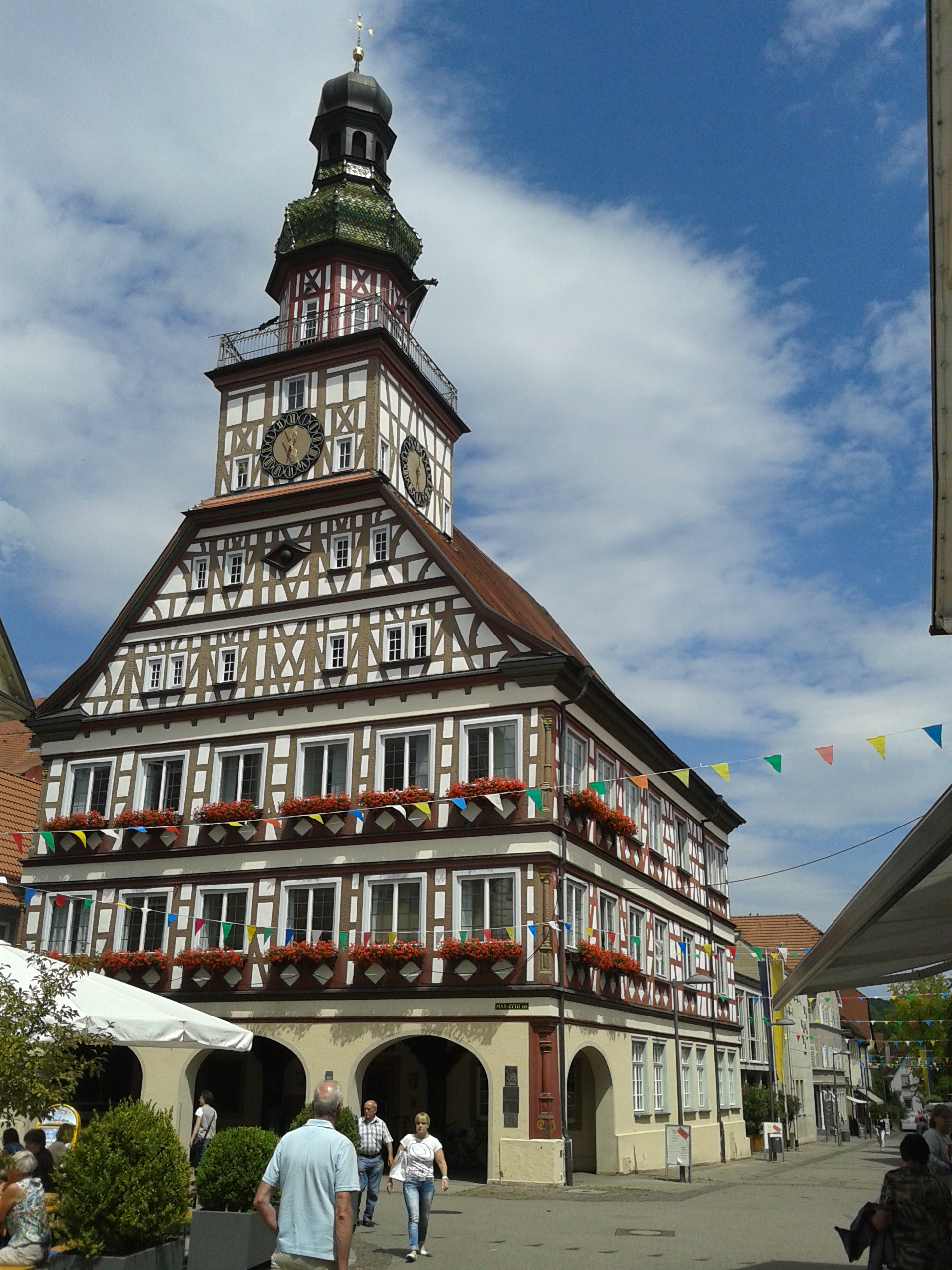
キルヒハイム・ウンター・テック市庁舎

### 議会
キルヒハイム・ウンター・テックの市議会は2019年以後37議席からなる。市議会はこれらの選出された名誉職の議員と議長を務める上級市長で構成されている。上級市長は市議会において投票権を有している。

### 首長

キルヒハイム・ウンター・テック市の旗

キルヒハイム・ウンター・テック市のトップは、古くはアムトマン、その後はオーバーフォークト（代官）が務めた。ウンターフォークト（下級代官）、ビュルガーマイスター（市民代表）、裁判所、ラート（参事会）がこれをサポートした。14世紀以降、市民層の代表としてのラート（市議会）が登場した。しかし当時議会は裁判所の下位に位置づけられていた。また、選挙によりビュルガーマイスター（市長）が選出されるようになった。多くの場合市長は2人制であった。
19世紀以降首長は「シュタットシュルタイス」と呼ばれ、1930年からは「ビュルガーマイスター」（市長）となり、1956年4月1日の大規模郡都市への昇格に伴い「オーバービュルガーマイスター」(上級市長）と呼ばれるようになった。上級市長は8年ごとに直接選挙で選出される。
1945年以降の首長を列記する。
- 1945年: マルティン・シェンプ
- 1945年 - 1975年: フランツ・クレーニング
- 1975年 - 1988年: ヴェルナー・ハウザー
- 1988年 - 2004年: ペーター・ヤーコプ
- 2004年 - 2020年: アンゲリカ・マット＝ハイデッカー (SPD)
- 2020年 - : パスカル・バーダー

2019年12月1日の選挙では、当時現職のマット＝ハイデッカーの得票率 28.89 % に対して、無所属新人のパスカル・バーダーが 70.88 % の票を獲得して当選した。彼は2020年3月1日から8年間の任期に就いた。

### 紋章と旗
図柄: 頂部は金地でその中に黒い鹿の角が横たわっている。その下の主部は青地で、留め具がついた銀の十字（キルヒェンシュパンゲ）。市の旗は黄 - 青である。
この紋章は古くから使われてきた。1295年にはすでに市の印章に見られるが、ヴュルテンベルクの鹿の角は後に追加された。この紋章のデザインはキルヒハイムの十字とも呼ばれる。紋章記述は1535年から存在が証明されている。これに対して市の旗は1902年に初めて確定した。

### 姉妹都市、援助協力関係
姉妹都市は以下の通りである。
- ランブイエ（フランス、イヴリーヌ県）1967年
- カロチャ（ハンガリー、バーチ・キシュクン県）1997年
- バチキ・ペトロヴァツ（セルビア語版、英語版）（セルビア、ヴォイヴォディナ自治州）2017年

1953年からチェコの Freiwaldau-Gräfenberg（イェセニークの市区）、1966年からはセルビアの Maglić（バチキ・ペトロヴァツの一部）に対する援助協力関係を結んだ。これら両都市からはキルヒハイムに大勢の故郷を逐われた人々が移住した。
1992年にこの街は、ルフトハンザの旅客機ボーイング737-530、機体記号 D-ABIZ の名親となった。この機体は2011年7月に退役した。2011年9月以降はエアバスA319-112、機体記号 D-AIBG にこの街の名前がつけられている。

## 経済と社会資本

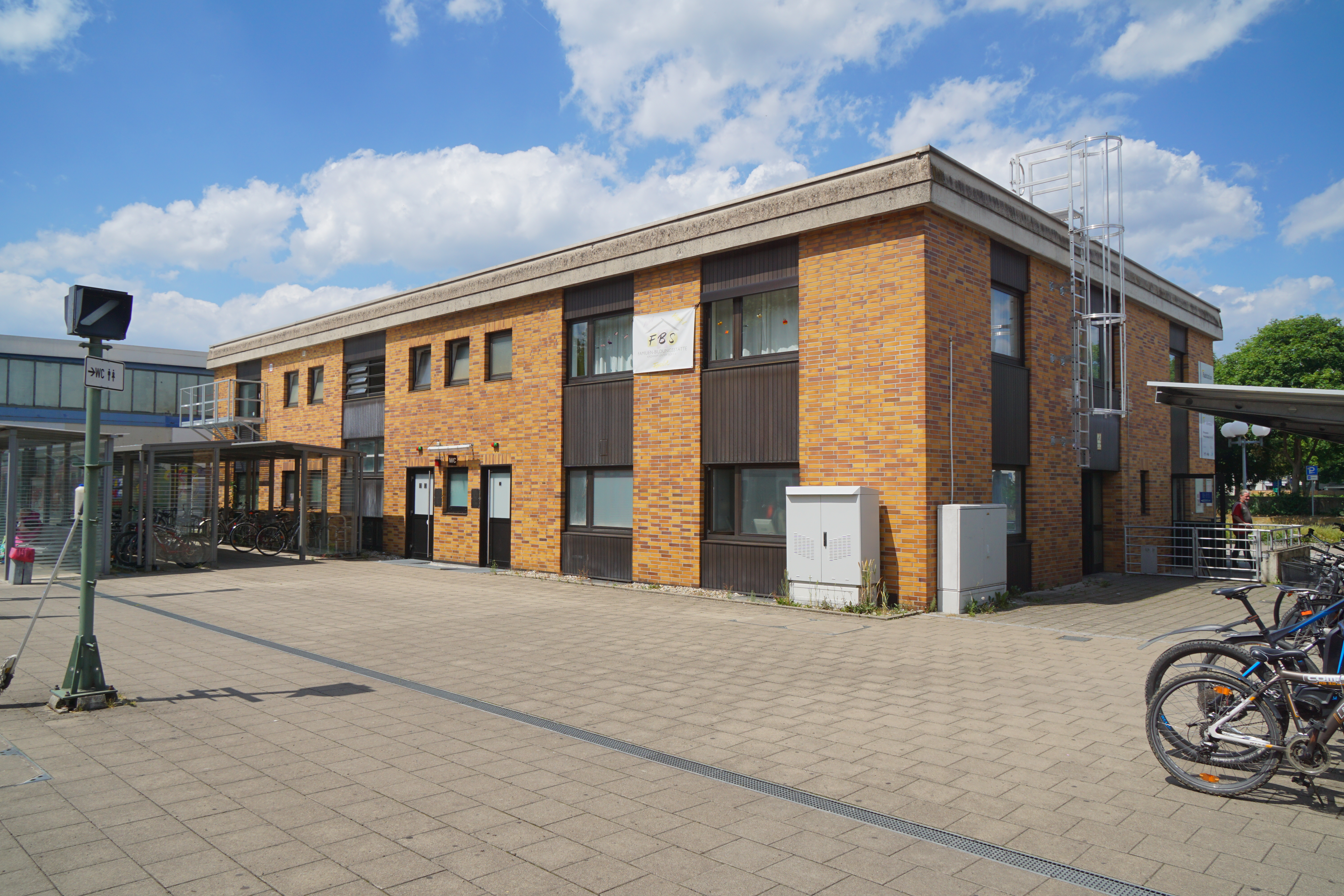
キルヒハイム（テック）駅

### 交通
キルヒハイムは、ヴェンドリンゲンからオーバーレニンゲンまで通じるテック鉄道によって鉄道網に接続している。市内には、キルヒハイム（テック）＝エトリンゲン駅、キルヒハイム（テック）駅、およびキルヒハイム（テック）南駅がある。この路線はキルヒハイムまではシュトゥットガルトSバーンに組み込まれており、S1号線が30分間隔で運行している。さらにオーバーレニンゲンまでは1時間間隔でレギオナルバーンが運行している。また多くの貨物列車がデッティンゲンやオーバーレニンゲンに向かって運行している。
かつてのキルヒハイム（テック）南 - ヴァイルハイム（テック）線とこの路線のキルヒハイム（テック）＝ボーナウ駅およびキルヒハイム（テック）＝イェジンゲン駅は1995年に営業停止となった。ヴァイルハイムまでの旅客交通はそれ以前、早くも1982年に廃止されていた。シュトゥットガルト21計画が実現するとヴェンドリンゲン - ウルム間の新線は、連邦アウトバーン8号線（A8号線）の南のアルプフォアラントトンネルを大きく迂回することになる。市内では、バーダー、シュリエンツ＝ツアー、WBG といった事業者による数多くのバス路線が公共旅客近郊交通 (ÖPNV) を支えており、キルヒハイムを近隣市町村と結びつけている。すべての路線は、シュトゥットガルト交通・運賃連盟 (VVS) の統一料金で利用できる。

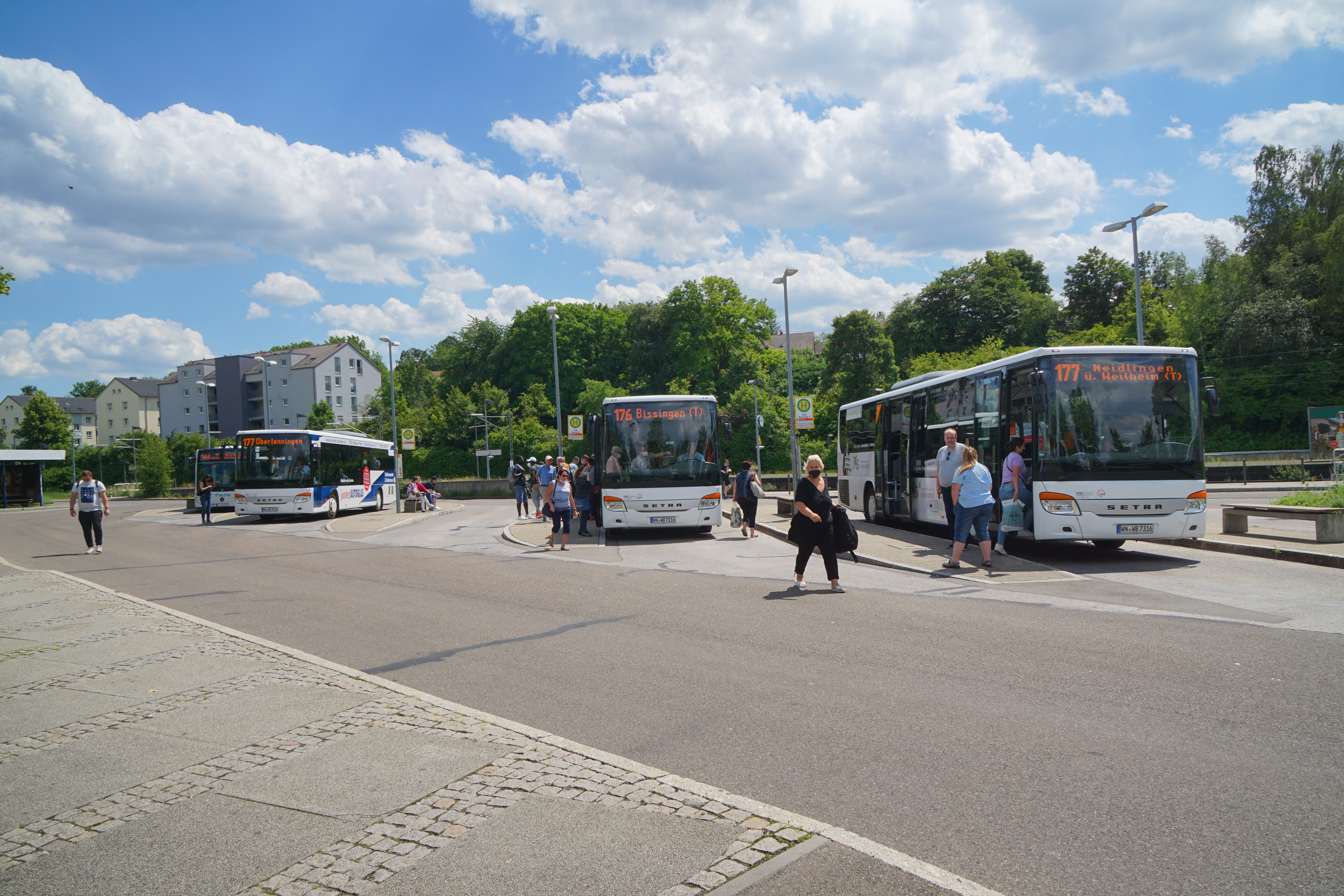
キルヒハイム（テック）駅のバスターミナル

キルヒハイム・ウンター・テックは、フリックスバスの遠距離バス路線網の一部である。
A8号線（カールスルーエ - ミュンヘン）が市域の南を通っている。キルヒハイムへはキルヒハイム西インターチェンジおよびキルヒハイム東インターチェンジ経由で到着することができる。さらに連邦道297号線（B297号線、ロルヒ - テュービンゲン）が市内を通っている。南に向かい、レニンガー・タールを通ってロイトキルヒ・イム・アルゴイに至る連邦道465号線はキルヒハイムを起点としている。
交通飛行場ナーベルン飛行場とグライダー飛行場ハーンヴァイデ飛行場がキルヒハイム市内にある。ただし商業的には利用されていない。
キルヒハイムは2012年に「自転車にフレンドリーな街」として表彰された。

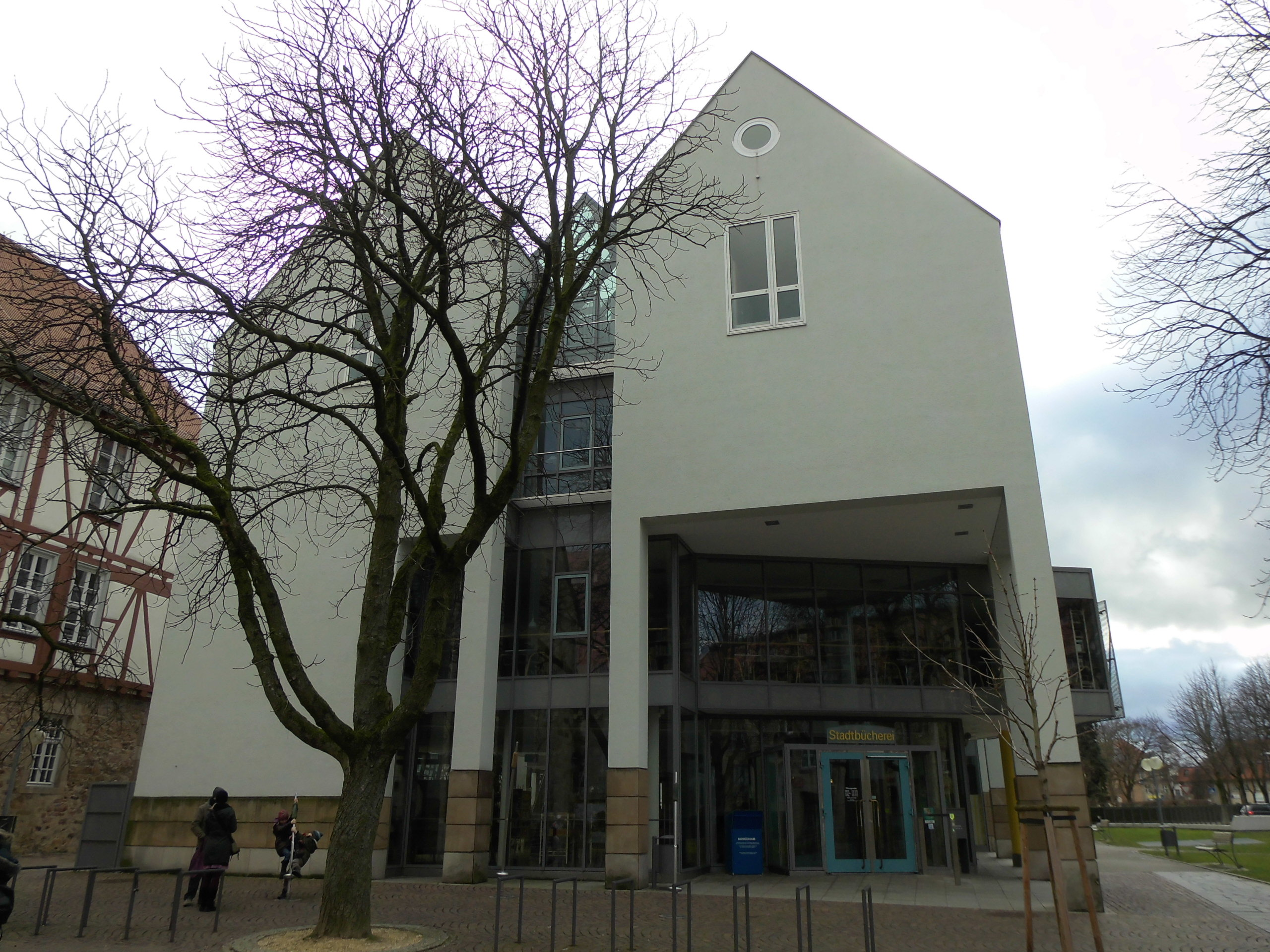
キルヒハイム・ウンター・テック市立図書館

### 公共施設
クラウトマルクトの市立図書館は2020年末時点で62,383点の物理メディアと75,400点のオンラインメディアを収蔵しており、年間来館者数は 109,380人、年間貸出件数は284,486件であった。市立図書館は1990年まで向かい側のマックス＝アイト＝ハウスに入居していたが、それ以後は現在のクラウトマルクトにある。

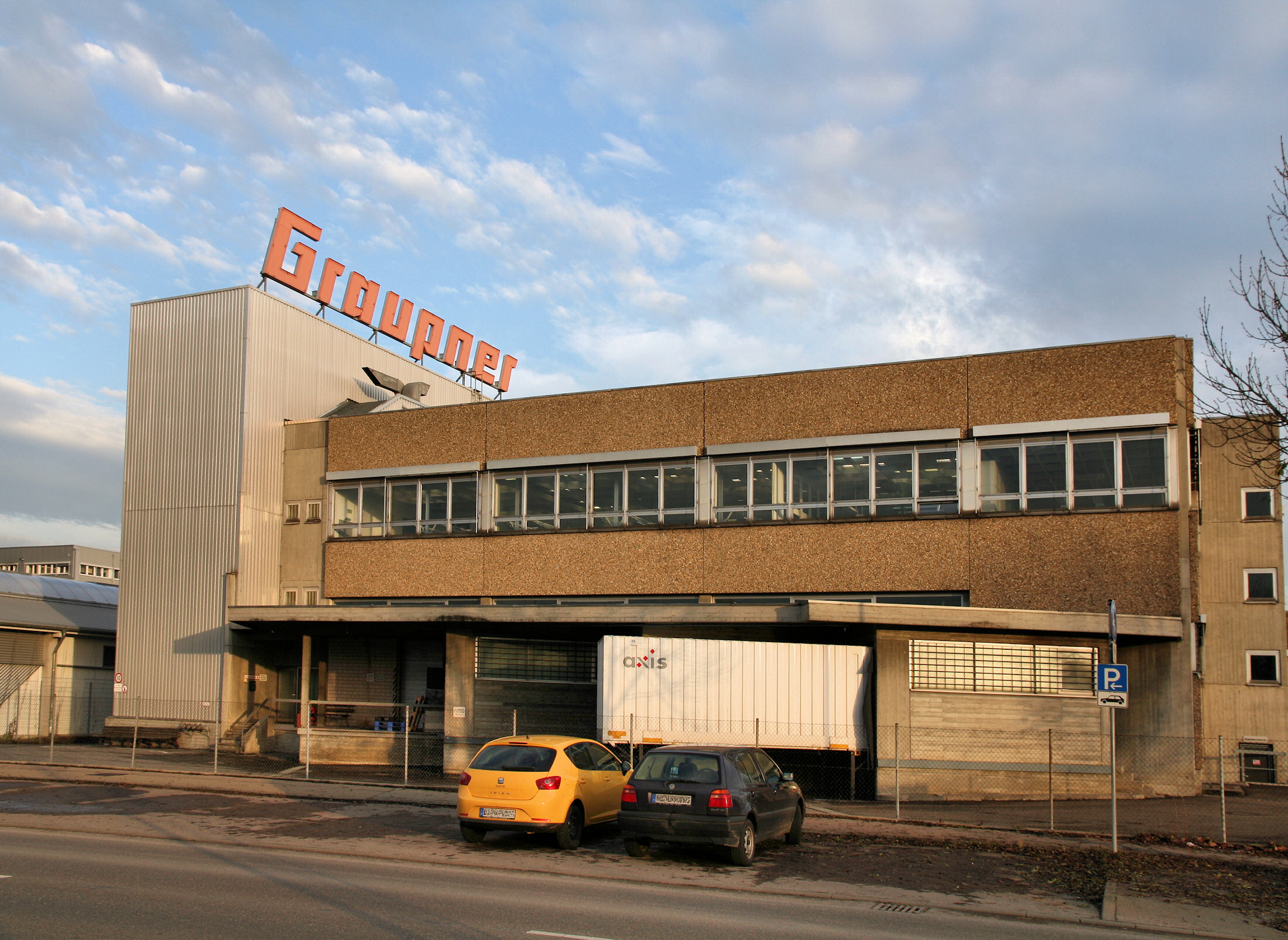
グラウプナー本社

### 地元企業とかつて存在した企業
キルヒハイム・ウンター・テックでは早くから工業化が始まった。現在は存在しない有名な企業として、織布会社コルプ＆シューレ AG、ネジや継ぎ手の製造業者エミール・ヘルフェリヒ、キルヒハイム機械製造、鉄鋳造業者グリュニンガー・ウント・プレム、ピアノ製造業者カイム、テック＝ハルモニウム、紙製品製造業者オットー・フィッカー AG、葉巻製造業者ラウクハルト、軍備品のMBBなどがあった。
キルヒハイムに拠点を置く有名な企業としては、車両用シート製造業者のレカロ、グラウプナー模型製造、ウォーキングおよびスキー用のストック製造業者レキ、シェンプ＝ヒルト飛行機製造などがある。ナーベルン工業パークには世界最大の乗り合いバス製造業者 EvoBus、燃料電池を開発した NuCellSys、電気自動車用バッテリーを開発した ACCUmotive などがある。この3社はいずれもダイムラーAGの子会社である。駆動装置および操縦装置製造業者AMKや半導体製造業者ダイアログ・セミコンダクター（ナーベルン地区）もキルヒハイム・ウンター・テックにドイツ本社を置いている。BKKショイフェレン健康保険も同様である。またミュンヘンの複合企業シーメンスは、キルヒハイム・ウンター・テックに重要な支社を置いている。
C.リートミュラー GmbH は、ランピオンス（19世紀に宮廷出入り業者となった）、ギルランデン、ラテックスバロンスなどと並ぶヨーロッパの重要なパーティーグッズのサプライヤーで、2011年からニューヨークに本社を置くアムスキャン Inc. の傘下に属している。
流通業者モゾルフはキルヒハイム・ウンター・テックに本社を置いている。この会社は、ヨーロッパ全土の自動車流通領域における最大の企業の1つである。

### メディア
キルヒハイム・ウンター・テックでは、ジュートヴェスト・プレッセの地方版「デア・テックボーテ」が日刊紙として刊行されている。

### 役所、裁判所、その他の機関
キルヒハイム・ウンター・テックには、ニュルティンゲン税務署の支所、エスリンゲン郡役場の支所、シュトゥットガルト高等地方裁判所シュトゥットガルト地方裁判所管区に属す区裁判所がある。この他にヘンリエッテン通りの連邦技術救助隊は、キルヒハイム/テック地域連合を統括している。
この街は、ヴュルテンベルク福音主義州教会のキルヒハイム・ウンター・テック教会管区の本部所在地である。
健康保健分野では、エスリンゲン郡の郡立病院であるメディウス＝クリニーク・キルヒハイムがある。2017年2月に精神科部門がニュルティンゲンからキルヒハイムに移転して以降病床数は435床、従業員数900人のキルヒハイム最大の雇用主となっている。
さらに多くのスポーツ施設、レジャー施設がある。たとえば屋外プール、11箇所の体育館/イベントホール、スケートパーク、乗馬場、10箇所のスタジアムおよびスポーツグラウンドなどである。

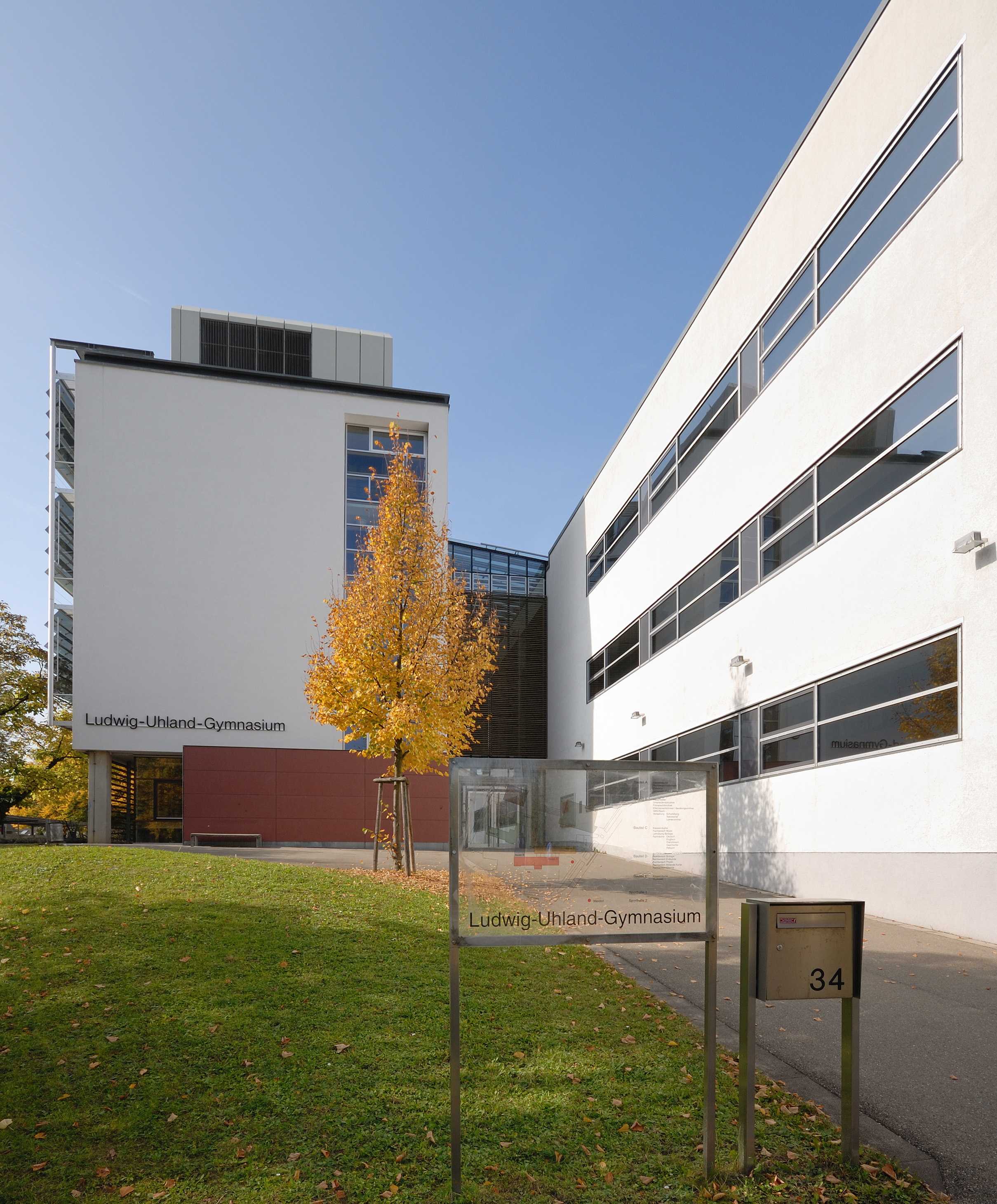
ルートヴィヒ＝ウーラント＝ギムナジウム

### 教育
キルヒハイム・ウンター・テックには、教育学専門セミナー（教員育成機関）、2校の普通科ギムナジウム（シュロスギムナジウムとルートヴィヒ＝ウーラント＝ギムナジウム）、1校の工学ギムナジウム（マックス＝アイト＝シューレ内）、1校の経済ギムナジウム（ヤーコプ＝フリードリヒ＝シェルコプフ＝シューレ）、2校の実科学校（フライホーフ実科学校とテック実科学校）、1校の養護学校（コンラート＝ヴィダーホルト＝シューレ）、4校の基礎課程・本課程学校および作業実科学校課程を含む基礎課程/本課程学校（商業学校を分校として持つエドゥアルト＝メーリケ＝シューレ・エトリンゲン、作業実科課程を含む基礎課程・本課程学校アレーシューレ、イェジンゲン、ラウナーシューレ）、3校の基礎課程学校（フライホーフシューレ、ナーベルン基礎課程学校、コンラート＝ヴィダーホルト＝シューレとその分校アウフ・デム・シャーフホーフ）がある。
エスリンゲン郡は、職業学校（商業学校ヤーコプ＝フリードリヒ＝シェルコプフ＝シューレおよびマックス＝アイト＝シューレ）および精神障害者のためのカール＝ヴェーバー＝学校幼稚園の運営母体である。
私立の自由ヴァルドルフ学園、家庭教育支援のためのヤヌシュ＝コルチャック＝シューレ、パウリーネンプフレーゲの特別職業専門学校、ディアコニス母の家の私立看護学校アイドリンゲンがキルヒハイム・ウンター・テックの教育環境を補っている。
キルヒハイム・ウンター・テック市民大学 e.V. は1947年から多彩な教育コースを提供している。DEULA は農業技術の専門教育を行っている。
幼児については、49グループの幼稚園（合計の定員1328人）、5グループの保育施設（定員85-88人）、5グループの教会が運営する幼稚園（定員75-81人）、5グループの自由経営の幼稚園（定員119人）がある。
キルヒハイムには農業技術の教育機関 DEULA バーデン＝ヴュルテンベルクや運転教官を育成するための交通教育アカデミー (VPA) がある。

## 文化と見所
キルヒハイムは多くの見所があるドイツ木組みの家街道の南部ルート上に位置している。
ニュルティンゲンとキルヒハイムとの間の浚渫湖は、有名な保養地である。

### 博物館
以下の博物館がある。
- コルンハウスの市立博物館
- マックス＝アイト＝ハウスの文学博物館
- コルンハウスのギャラリー、地元の現代芸術のためのギャラリー
- キルヒハイム城の8部屋を使った城館博物館
- ヘンリエッテン通りの技術センターの消防博物館

### 記念碑、記念の場所
旧牧師館の記念プレートと館内のコレクション室が、反ヒトラーを明言した告白教会の牧師オットー・メーリケを記念している。

#### 躓きの石
市内には、14基の躓きの石が設置されている。これはホロコーストの時代に殺害された人、強制送致された人、追放された人、自殺に追い込まれた人の運命を記念するものである。

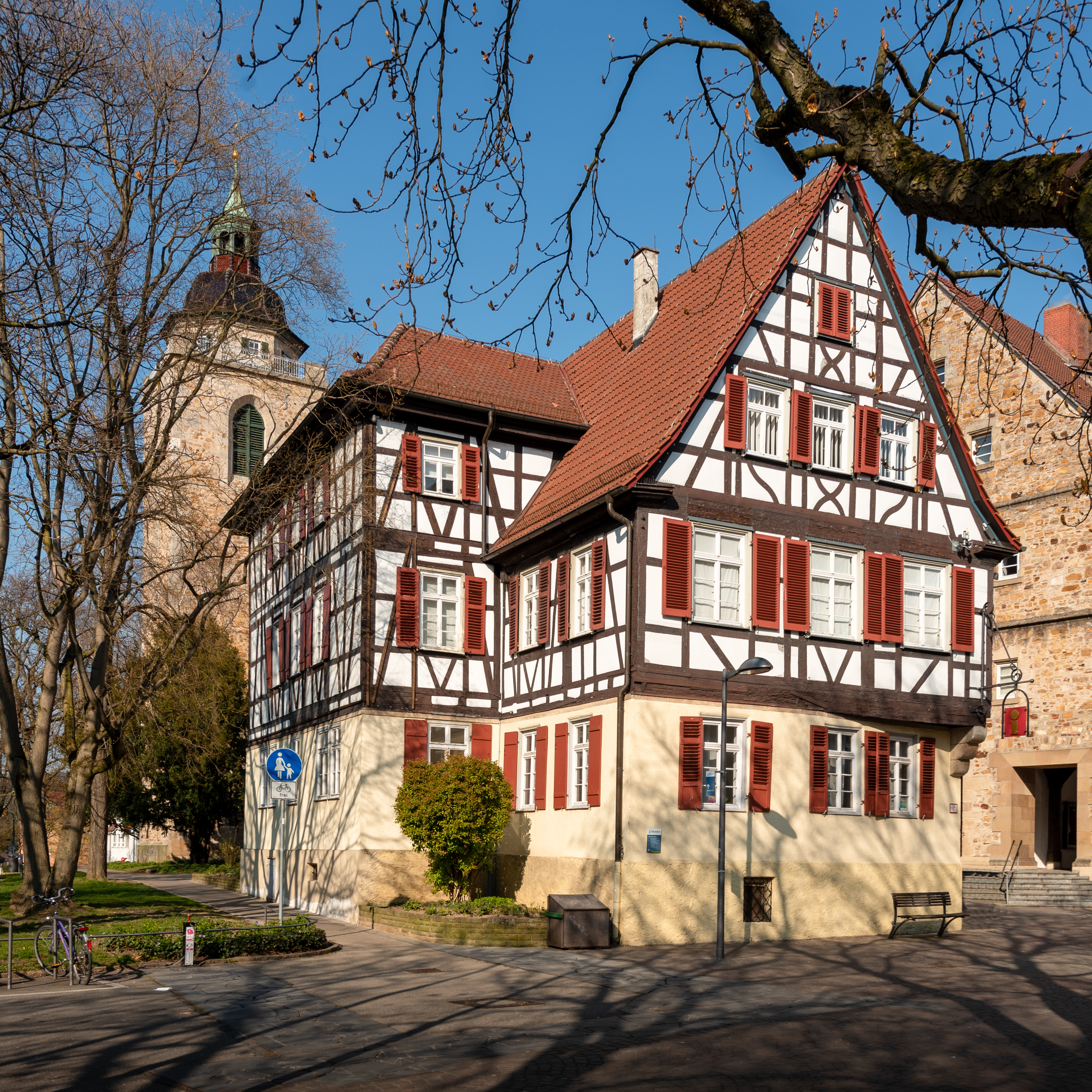
マックス＝アイト＝ハウス

### 建築
見所は、多くの木組み建築が並ぶキルヒハイムの歴史的旧市街、特に格間やムーンフェーズ時計を有する旧市庁舎（この街の象徴的建造物）である。マルティンス教会はこの街の福音主義の主教会である。この教会は960年に最初の記録が遺されており、15世紀半ばに現在のゴシック様式の姿になった。この他に、中心部は1427年に建設されたシュレースレ、1550年頃に建設されたコルンハウス、ルネサンス様式の城館（1538年から1560年までの間に建設された）、堡塁を含む市壁や堀の跡、さらにはマックス＝アイト＝ハウス（マックス・アイトの生家）、本市で最も古い建物の1つである1538年建造のアルテス・ハウス、見張り所（かつて4つあった見張り所のうち唯一現存する）、14世紀建造のシュピタール（病院）がある。
中核市区にあるこの他の福音主義教会としては、1909年建造のクリストゥス教会、1956年建造の十字架教会、1967年建造のトーマス教会、1972年建造の復活教会がある。カトリック教会は1910年建造の聖ウルリヒ教会と1967年建造のマリア・ケーニギン教会がある。

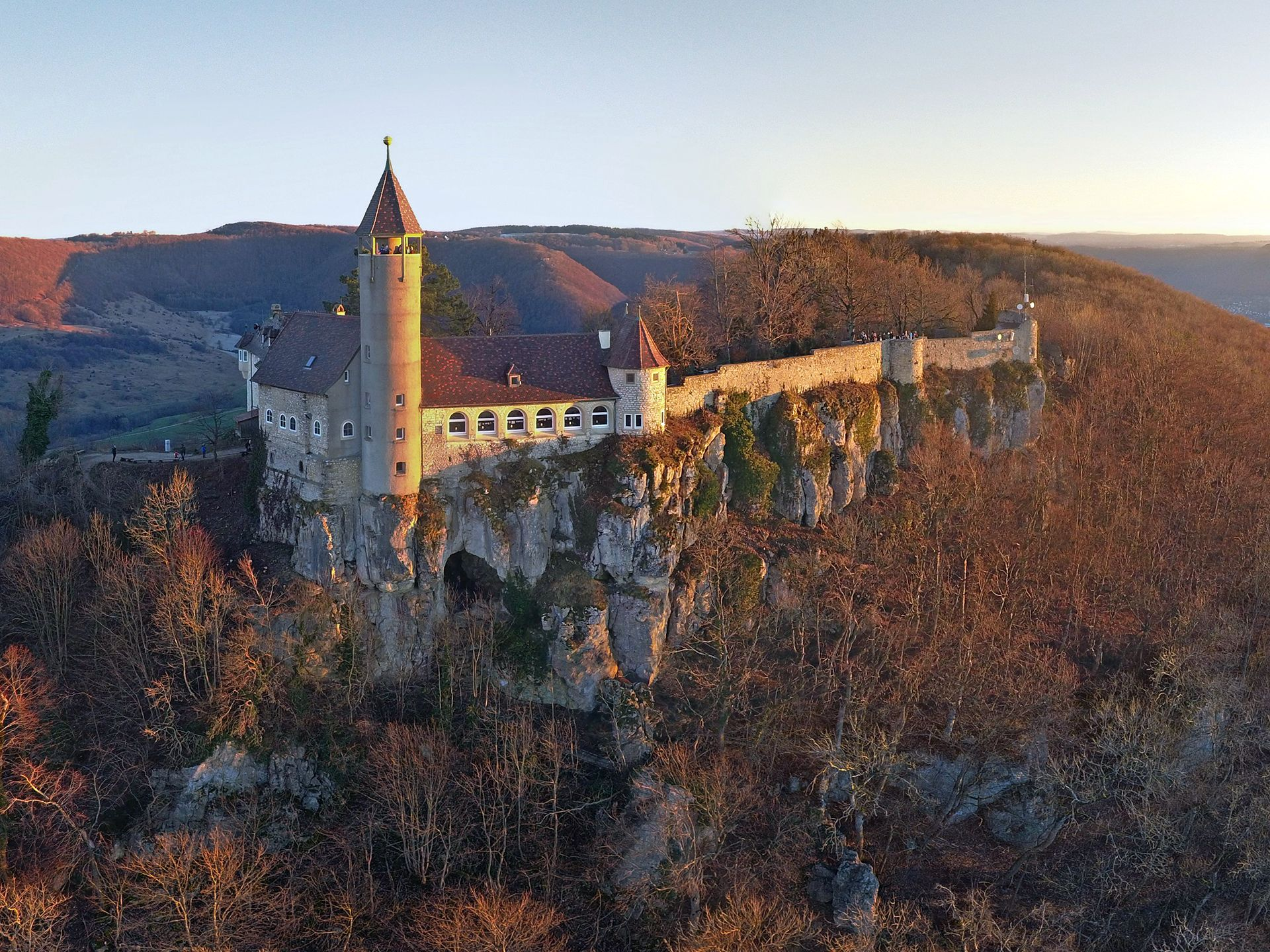
テック城砦

街の名の由来となったテック城砦は、キルヒハイムの南数kmのアウエン (テック) 近郊にある。
市区部には以下の教会がある。イェジンゲン福音主義教会（13世紀の遺構を含むネオゴシック様式の教会）、ナーベルン福音主義教会（後期ゴシック様式。本堂と離れた塔を持つ。塔は1970年に造られた八角形の屋根を戴いている）、エトリンゲンのヨハネス教会（1600年頃に建造された）、リンドルフ・マテウス教会（1961年建造）。
1945年にロケット航空機 バッヘム Ba 349「ナッター」のための発射台3基がハーゼンホルツの森の中に建設された。シュトゥットガルト21の工事の過程で北側の2基は撤去された。また、ロタール・ジーバーが有人テスト飛行を行い命を落としたシュトラースベルクのホイベルク軍事演習場にある発射台は現在も軍事上の立ち入り禁止区域内にあるため、ここに遺された1基が唯一、一般の立ち入りが可能な遺構である。

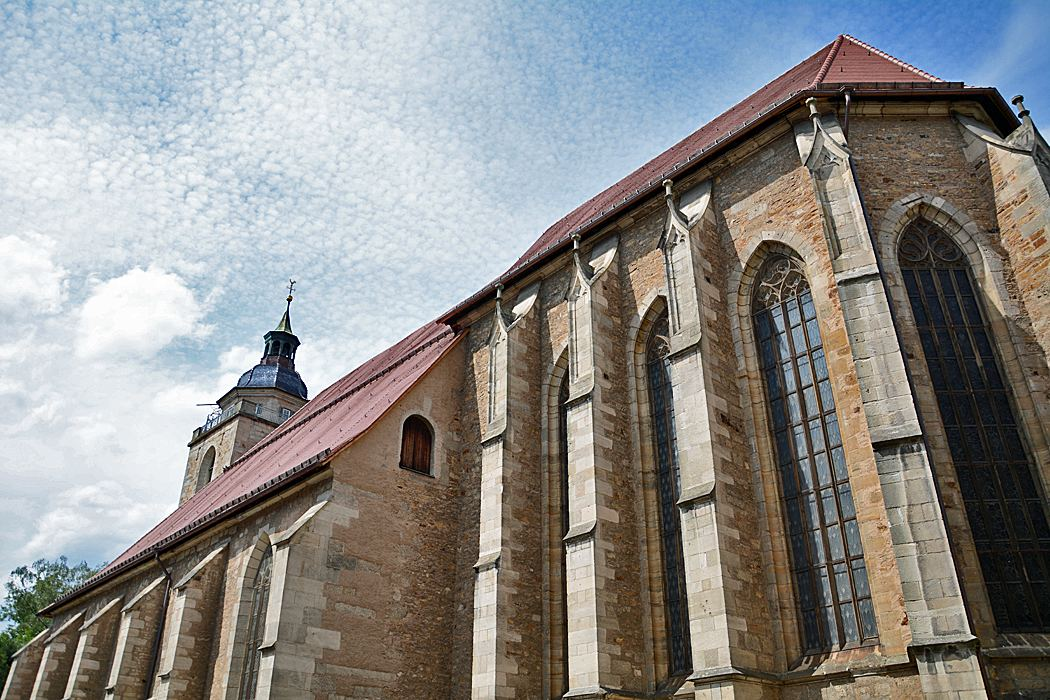
マルティンス教会
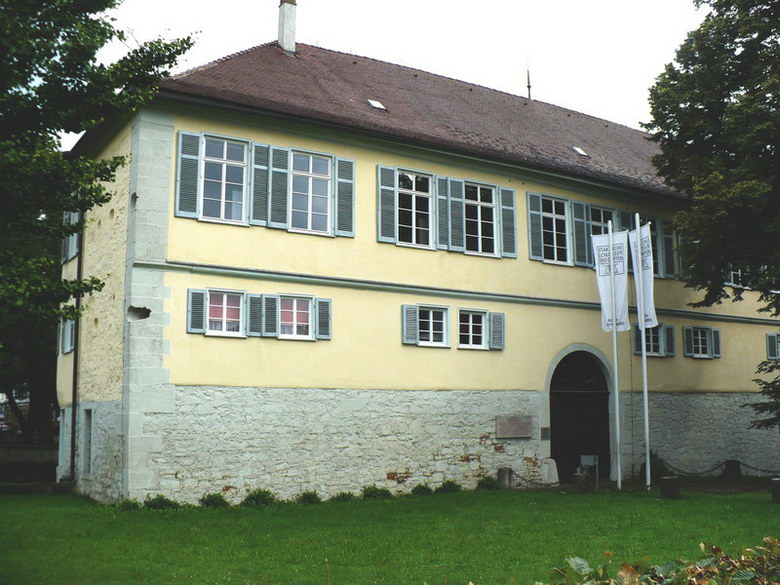
キルヒハイム城館
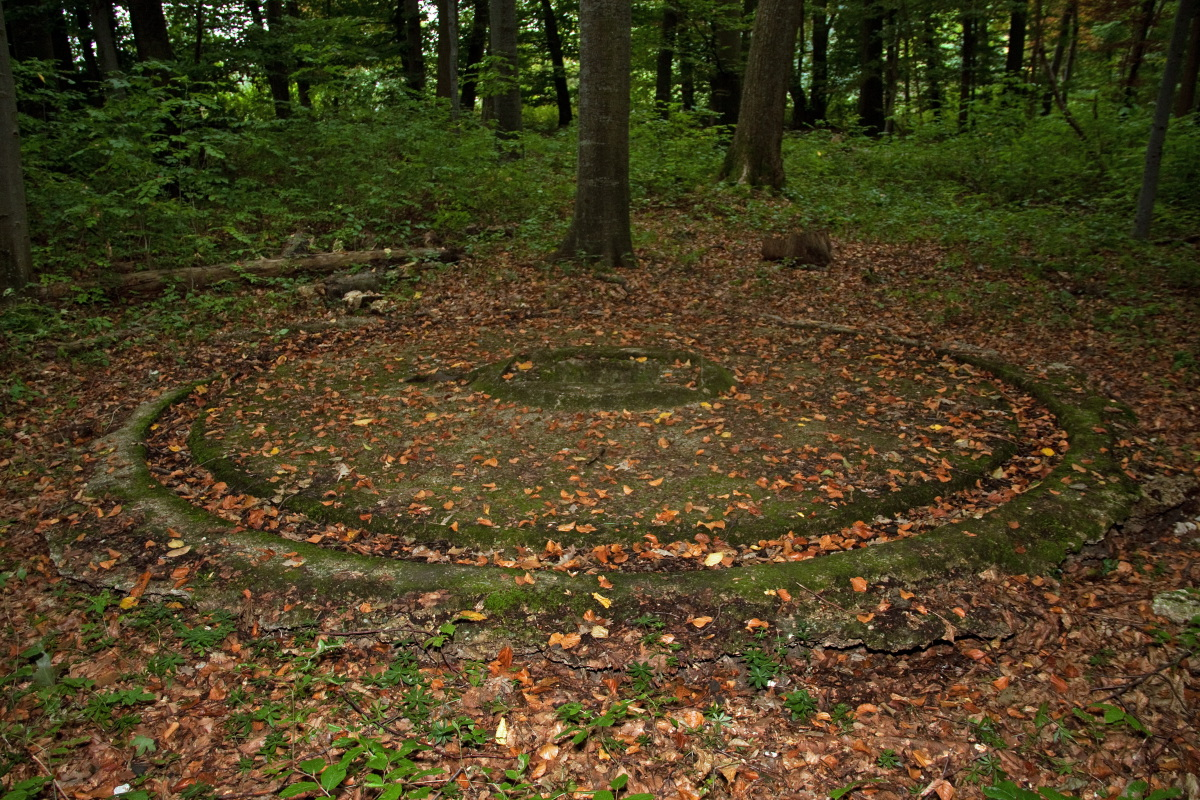
Ba 349 の発射台

### キルヒハイムの芸術の道
キルヒハイムの芸術の道は、2044年から設けられている、内市街およびエトリンゲン地区を通るドイツの国内外の芸術作品コレクションである。

### 年中行事
- 3月: メルツェンマルクト
- 4月/5月: 国際ハーンヴァイデ・グライダー大会
- 5月/6月: キルヒハイムの音楽の夜
- 7月-8月: キルヒハイムの夏
- 8月: キルヒハイムのワイン村
- 8月: 夏の夜の映画祭
- 9月: ハーンヴァイデでのオールドタイマー航空機集会（奇数年）
- 10月: 「ゴルデーネ・オクトーバーターゲ」（直訳: 黄金の10月の日）
- 10月: ヴァルマルクト（偶数年）
- 11月: ガルスマルクト
- 12月: クリスマスマーケット
- 12月: テックへの大晦日レース

### スポーツ
バスケットボールチームのキルヒハイム・ナイツは ProAリーグに参加している。ホームゲームは市の中心部の体育館（アレーエンシューレ）で開催されている。

## 人物

### 出身者
- ヨハン・ショイベル（ドイツ語版、英語版）（1494年 - 1570年）数学者。ヨーロッパにおける代数学の先駆者。
- ヴュルテンベルク公マグヌス（ドイツ語版）（1594年 - 1622年）ヴュルテンベルク公
- ヨハン・ジモン・フォン・ケルナー（ドイツ語版、英語版）（1755年 - 1830年）医師、植物学者
- ヤーコプ・フリードリヒ・シェルコプフ（ドイツ語版、英語版）（1819年 - 1899年）アメリカ人起業家
- マックス・アイト（ドイツ語版、英語版）（1836年 - 1906年）エンジニア、詩人
- オイゲン・ゲルステンマイアー（ドイツ語版、英語版）（1906年 - 1986年）政治家、連邦議会議長、反ナチ運動家
- クルト・ロンメル（ドイツ語版、英語版）（1926年 - 2011年）司祭、賛美歌の作詞家
- クラウス・クロワッサン（ドイツ語版、英語版）（1931年 - 2002年）弁護士、シュタムハイム裁判におけるアンドレアス・バーダーの弁護士
- アルギス・オレクナヴィシウス（ドイツ語版、英語版）（1947年 - ）自転車競技選手
- オリヴァー・オットー（1972年 - ）サッカー選手
- ラド・フミッチ（ドイツ語版、英語版）（1976年 - ）クロスカントリー・マウンテンバイク選手
- アストリート・ホーホシュテッター（1979年 - ）フィギュアスケート選手
- クリスティーネ・ヴォルフ（ドイツ語版、英語版）（1980年 - ）陸上競技選手
- マヌエル・フミッチ（ドイツ語版、英語版）（1982年 - ）マウンテンバイク選手
- ティム・スータン（1996年 - ）ドイツ系クロアチア人ハンドボール選手

### ゆかりの人物
- マグダレーナ・ジビュラ・フォン・ヘッセン＝ダルムシュタット（1652年 - 1712年）ヴュルテンベルク公ヴィルヘルム・ルートヴィヒの妃。1677年から1693年までヴュルテンベルクの摂政を務めた。1694年から1712年までキルヒハイムで暮らし、ここで亡くなった。
- ヨハンナ・エリーザベト・フォン・バーデン＝ドゥルラハ（ドイツ語版、英語版）（1680年 - 1757年）ヴュルテンベルク公エーバーハルト・ルートヴィヒの妃。1735年から1757年までキルヒハイムで暮らした。
- フランツィスカ・フォン・ホーエンハイム（ドイツ語版、英語版）（1748年 - 1811年）ヴュルテンベルク公カール・オイゲンの妃。1793年から1811年までキルヒハイムに住み、ここで亡くなった。
- ルートヴィヒ・フォン・ヴュルテンベルク（1756年 - 1817年）ヴュルテンベルク王フリードリヒ1世の弟。1811年からキルヒハイムに住み、ここで亡くなった。
- ヘンリエッテ・フォン・ナッサウ＝ヴァイルブルク（1780年 - 1857年）ヴュルテンベルク公ルートヴィヒの妃。1811年からキルヒハイムに住み、この街に多大な寄付を行った。キルヒハイムで亡くなった。
- トビアス・ウンガー（1979年 - ）陸上競技選手。キルヒハイム在住。

## 関連図書
- Rudolf Moser, ed (1842). “Gemeinde Kirchheim unter Teck”. Beschreibung des Oberamts Kirchheim. Die Württembergischen Oberamtsbeschreibungen 1824–1886. Band 16. Stuttgart / Tübingen: Cotta’sche Verlagsbuchhandlung. pp. 112–167
- Hans Schwenkel (1953). Heimatbuch des Kreises Nürtingen. Band 2. Würzburg. pp. 388–528
- Erich Keyser (1961). Württembergisches Städtebuch. Deutsches Städtebuch. Handbuch städtischer Geschichte. Stuttgart
- Werner Frasch (1985). Kirchheim unter Teck – aus Geschichte und Gegenwart einer Stadt und ihrer Bewohner. Kirchheim unter Teck: Verlag der Teckbote. ISBN 978-3-925589-00-3
- Rainer Kilian, ed (2006). Kirchheim unter Teck – Marktort/Amtsstadt/Mittelalterzentrum. Kirchheim unter Teck: GO Druck Media. ISBN 978-3-925589-38-6
- Landesarchiv Baden-Württemberg i. V., Landkreis Esslingen, ed (2009). Der Landkreis Esslingen, Band 2. Ostfildern: Jan Thorbecke Verlag. p. 45. ISBN 978-3-7995-0842-1
- Regierungspräsidium Stuttgart – Landesamt für Denkmalpflege Esslingen, ed (2011). Kirchheim unter Teck um 1000 n. Chr. – Geschichte und Archäologie. Archäologische Informationen aus Baden-Württemberg Heft 62. Stuttgart: Verlagsbüro Wais und Partner. ISBN 978-3-942227-03-2
- Roland Deigendesch. AG Museumspädagogik, Stadtarchiv Kirchheim unter Teck. ed. Mit Tina und Mehmet Kirchheim unter Teck entdecken – Stadtgeschichte(n) für Kinder. Kirchheim unter Teck: GO Druck Media. ISBN 978-3-925589-56-0
- Jörg Bofinger et al (2017). “Langhäuser und Keltengold am Albtrauf. Rettungsgrabungen im zukünftigen Gewerbegebiet am „Hegelesberg“ bei Kirchheim unter Teck”. Nachrichtenblatt der Denkmalpflege in Baden-Württemberg (1):  36-41 2022年7月15日閲覧。.

### 訳注
1. ↑  市の公式ウェブではA319-114とされているが、AIRFLEETS.NETやFlightrader24など複数の航空機関連サイトでD-AIBGの機種はA319-112とされており、本項ではこちらを採用した。